# Trouble de la rêverie compulsive

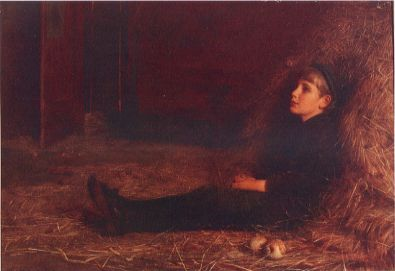
Daydreaming (1887), tableau d'Oliver Ingraham Lay.

Le trouble de la rêverie compulsive est un trouble du comportement associé à de nombreux troubles et maladies mentales, comme notamment les troubles obsessionnels compulsifs (TOC), les troubles dissociatifs et les troubles du déficit de l'attention, cela se caractérise par des séances de rêverie éveillée intense. Les séances de rêverie peuvent durer plusieurs heures et surviennent plusieurs fois par jour. On peut également observer des mouvements et/ou des émotions en lien avec l'activité imaginaire (expressions faciales, mouvements des lèvres, gestes répétitifs, rires, pleurs, etc.). Les rêveries peuvent sembler extrêmement réelles pour le patient ce qui ne l'aide pas à s'ancrer dans la réalité.
Ce trouble n'est pas reconnu par la communauté psychiatrique. Cette condition a été décrite pour la première fois en 2002 par le psychologue israélien Eli Somer (en), sous l'appellation « maladaptive daydreaming » (en anglais). Elle reste cependant peu connue et peu étudiée. En 2016, une échelle a été mise au point par Somer et son équipe, afin de tenter de mesurer ce trouble et de mieux le comprendre.

## Histoire
Selon Eli Somer, ces patients ont une intense activité de rêverie éveillée ou activité imaginaire, dont ils sont conscients mais qui occupe la majeure partie de leur temps d'éveil,,. Il ajoute que le problème ne vient ni de la fréquence, ni de l'intensité de leur activité. Il estime que « La plupart des gens font des rêves éveillés. Ce phénomène est tout à fait normal. Mais il peut facilement basculer du normal à l'anormal. ». Ses patients ne montrent aucun signe de psychose ou de schizophrénie ; tous savent pertinemment que leurs rêves éveillés ne sont pas une réalité,. Eli Somer a commencé à s'inquiéter lorsque ses patients lui ont confié être incapables de s'arrêter de rêver. Cela affecte alors leurs relations, leur carrière et leurs activités secondaires.
Le trouble de la rêverie compulsive a commencé à faire l'objet de recherches systématiques dans les universités de Lausanne (Suisse), Haïfa (Israël) et Fordham (États-Unis) vers 2016,. Ils ont constaté que les personnes atteintes de ce trouble passent en moyenne 60 % de leur temps de veille dans un monde imaginaire qu'ils ont eux-mêmes créé, en sachant pertinemment que c'est un fantasme et sans perdre le contact avec le monde réel,. La rêverie commence habituellement comme un petit fantasme qui leur procure un sentiment de plénitude, mais avec le temps, le processus devient addictif et que le retour à la réalité est mal vécu. À ce stade, ce phénomène s'accompagne d'un sentiment de honte et d'inaccomplissement. Eli Somer explique que « lorsque les gens passent environ 60 % de leur temps d'éveil à rêver,,, il n'est pas étonnant qu'ils se sentent frustrés de ne pas atteindre leurs objectifs dans la vie ». Jayne Bigelsen a déclaré qu'une patiente consacrait parfois ses journées entières à rêver et qu'elle luttait souvent contre le sommeil afin de pouvoir prolonger ses rêveries. Elle a ajouté que presque tous les sujets ont développé une relation ambivalente avec leur monde imaginaire, entre attachement et répulsion, et 97 % ont signalé différents niveaux de détresse en conséquence. Les personnes atteintes de ce trouble s'immergent profondément dans leurs rêveries, à un tel point que leurs rêveries peuvent les faire rire ou pleurer. Cette capacité à se sentir pleinement présent dans un scénario imaginal autodirigé exerce une puissante attraction et rend très difficile la cessation des rêveries, créant ainsi une dépendance mentale. 
Les personnes souffrant de rêverie compulsive se tournent souvent vers des spécialistes, dont des psychologues, mais très peu d'entre elles trouvent des réponses à leurs problèmes, notamment en raison de la faible connaissance et de la faible popularité de ce trouble,. On leur explique souvent qu'il est tout à fait normal de rêvasser et que c'est même une preuve de créativité.

## Traitement
La dépression étant presque toujours associée au trouble, les antidépresseurs escitalopram et amitriptyline sont parfois utilisés en tant que traitement. La Thérapie Cognitivo-Comportementale également.

## Origine
En 2002, alors qu'Eli Somer traite des adultes,, il identifie six patients qui ont pour habitude de se réfugier dans un monde imaginaire, dans lequel ils fantasment, de façon compensatoire, des expériences de vie gratifiantes qui manquent dans leur vie réelle. Somer a qualifié ce phénomène de « rêverie inadaptée » mais n'a pas poursuivi l'étude du sujet à l'époque. Cette découverte est suivie en 2011 par une étude de Jayne Bigelsen et Cynthia Schupak sur 90 personnes qui se plaignaient d'une tendance excessive à la rêverie,. Leur étude montre que la rêverie compulsive se produit également chez des personnes qui n'ont pas souffert d'une enfance défavorable. À la suite de ces deux études, Somer et Bigelsen ont reçu de très nombreux témoignages provenant du monde entier, dans lesquels des personnes expliquaient qu'elles expérimentaient le même phénomène et demandaient de l'aide et des conseils,,.

## Psychométrie
En 2016, Eli Somer et ses collaborateurs mettent au point une échelle pour détecter et évaluer l'intensité du trouble de rêverie compulsive chez des patients. 
L'échantillon de cet instrument comprenait 447 personnes anglophones, âgées de 13 à 78 ans, provenant de 45 pays, qui ont répondu aux annonces en ligne,,. Les participants ont répondu à des questions quantitatives et qualitatives sur leurs habitudes de rêve et ont rempli sept questionnaires évaluant les symptômes de ce trouble mental. Les résultats ont démontré que la rêverie compulsive diffère considérablement de la rêverie ordinaire en termes de quantité, de contenu, d'expérience, de contrôle, de détresse et d'interférence avec le fonctionnement de la vie. Les résultats ont également démontré que les rêveurs compulsifs ont approuvé des taux significativement plus élevés de déficit de l'attention, des symptômes obsessionnels compulsifs et de dissociation que les autres personnes interrogées,. Par ailleurs, les données ont montré que les personnes touchées par ce trouble consacrent environ 60 % de leur temps d'éveil à la rêverie, et plus de la moitié ont déclaré que le trouble perturbe parfois leur sommeil et l'envie de rêver est souvent la première chose à laquelle elles pensent au réveil,. Les répondants ont déclaré avoir un monde imaginaire riche dans lequel prennent place des histoires complexes et leurs rêveries ont tendance à s'inspirer davantage autour de contes et de personnages de fiction, tandis que le contenu des rêveries de l'autre groupe était généralement plus ancré dans la réalité (désir de gagner plus d'argent, de trouver un partenaire attrayant, etc.). En somme, les résultats suggèrent que la rêverie compulsive représente un phénomène clinique sous-reconnu qui cause une détresse significative, entrave le fonctionnement quotidien et nécessiterait donc plus d'attention scientifique et clinique.
Compte tenu des niveaux élevés de sensibilité et de spécificité de l'instrument, il semble être un moyen efficace pour une recherche future sur les rêveries compulsives, qui éclairera les mécanismes impliqués dans cet état mental, ainsi que sur le développement d'un traitement médical. Somer a d'ailleurs déclaré que la prochaine étape de leur recherche devrait se concentrer sur le développement d'un traitement efficace pour les personnes atteintes.

## Critiques
La rêverie diurne, ou rêverie éveillée, est un phénomène connu des psychiatres, psychologues et chercheurs en neurosciences. Jerome L. Singer, chercheur en neurosciences, a étudié l'imaginaire et la rêverie diurne en utilisant des techniques d'imagerie cérébrale. Il a décrit, dans un ouvrage publié en 1975, deux types de rêveries éveillées, celles qui sont positives et constructives, et d'autres qu'il qualifie de dysphoriques.   
Le fait qu'une rêverie excessive puisse faire l'objet d'un diagnostic est cependant critiqué par certains chercheurs.     